# Aleko Konstantinow

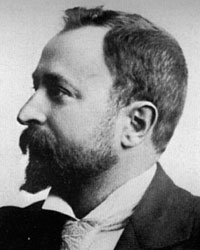
Aleko Konstantinow

Aleko Konstantinow (auch Aleko Konstantinov geschrieben, bulgarisch Алеко Константинов; * 1. Januar 1863 in Swischtow; † 23. Mai 1897 in Radilowo) war ein bulgarischer Autor, berühmt wegen seiner Figur Baj Ganjo, eine der populärsten Figuren in der bulgarischen Literatur. Sein Pseudonym lautete Shtastlivetsa (bulgarisch Щастливеца; deutsch „der Glückliche“, ein Spitzname, den er sich in einer seiner Kurzgeschichten gab).

## Leben
Aleko Konstantinows Vater war ein weltreisender, gebildeter Händler, der mehrere Sprachen sprach und in verschiedenen Ländern Europas sowie in diversen Gebieten des Osmanischen Reiches umherreiste.
Konstantinow war 14 Jahre alt als der Russisch-Osmanische Krieg begann. Die Kaiserlich Russische Armee marschierte damals durch Swischtow durch. Der russische Zar Alexander II. übernachtete damals in Konstantinows Elternhaus.
1893 reiste Konstantinow zur World’s Columbian Exposition in Chicago.
Er wurde 1897 in der Nähe von Radilovo erschossen, als er nach Peshtera reiste. Ziel des Schützen war vermutlich Konstantinows Freund, ein Lokalpolitiker, mit dem er zuvor die Plätze in einer Kutsche getauscht hatte. Es gibt jedoch ebenfalls Quellen, die seine politischen Essays als Ursache der Ermordung ansehen.

## Rezeption
Auf dem Gipfel des Tscherni Wrach wurde am 27. August 1895 der Bulgarische Tourismusverband gegründet. Dazu wurde der Gipfel von 300 Touristen bestiegen, unter denen auch die Schriftsteller Iwan Wasow und Aleko Konstantinow waren. Letzterer war der Initiator der Initiative, weshalb die drei Kilometer vom Gipfel entfernte Berghütte Aleko nach ihm benannt wurde.
Ebenso wurde nach ihm der Aleko Rock in der Antarktis benannt.
Konstantinov ist auf der Vorderseite der bulgarischen 100-Lewa-Banknote aus dem Jahr 2003 abgebildet.

## Werke (Auswahl)
- zusammen mit Wassil Gendow Drehbuch zum Film Baj Ganjo (Kurzfilm, 26 Minuten, 1922; Regisseur: Wassil Gendow)
- Baj Ganjo, Herausgegeben, übersetzt und erläutert von G. Weigand. Joh. Ambr. Barth, Leipzig 1928 [Ausg.] 1927
- Der Rosenölhändler. Unwahrscheinliche Geschichten über einen bulgarischen Zeitgenossen. Aus dem Bulgarischen übersetzt von Egon Hartmann. Aufbau-Verlag, Berlin 1959
- Bai Ganjo. Unwahrscheinliche Geschichten über einen bulgarischen Zeitgenossen. [Aus dem Bulgarischen übersetzt von Erika Moskova; Red.: Jeane Nikolowa Galabowa], Sofia-Press, [Sofia] 1971
- Bai Ganjo, der Rosenölhändler. [aus d. Bulgar.] [Übers. von Georg Adam u. a. Hrsg.: Norbert Randow]. Reclam, Leipzig 1974

## Filme
Nach dem Roman und dem Drehbuch aus dem Jahr 1922 wurden in Bulgarien drei Filme produziert:
- Bay Ganyo (1922)
- Bay Ganyo (1990)
- Bay Ganyo tragna po Ewropa (1991; Regie: Iwan Nitchew)